# Всеобщее
Всео́бщее (нем. Allgemeinheit) — абстрактное единство предметов согласно определённому свойству или отношению, благодаря которому они мысленно объединяются в некоторое множество, класс, род или вид.
Всеобщим является такой вид общего, который не позволяет отличить один материальный объект от другого, и, следовательно, не может выступать в роли особенного. Этот вид общего присущ всем предметам и явлениям реального мира и называется всеобщим.
Термин введен Г. В. Ф. Гегелем и использовался преимущественно гегельянцами, однако он имеет древнюю историю.

## Всеобщее в истории философии
По мнению Ильенкова, проблема всеобщего поднимается ещё в античной философии. Всеобщее усматривалось в первоначале. В классической философии всеобщее отождествлялось одновременно с абстракцией и сущностью вещей (например, идеи Платона или рода сущего у Аристотеля). В средневековой философии проблема всеобщего раскрывалась в спорах об универсалиях. Британские философы усматривали во всеобщем чистую абстракцию и игру воображения. Кант отождествлял всеобщее и априорное.

## Всеобщее в философии Гегеля
В философии Гегеля всеобщее рассматривается в соотношении с единичным и особенным. Все единичное конечно и познается опытным путём. Сфера особенного — это законы явлений. Гегель утверждает, что если нет всеобщего, то не может быть ни чувственно-воспринимаемого единичного, ни одного особенного закона естествознания. Без всеобщего вообще не может быть ни одной мысли. Но всеобщее в опыте не дано. Высшим содержанием понятия всеобщего является единство мышления и бытия, природы и духа, которое составляет предмет философии.
Гегель отличал подлинно всеобщее (идею) от просто общего или абстрактно всеобщего (формы человеческого представления). Абстрактно всеобщее есть словесно зафиксированное тождество ряда явлений друг другу, совпадающее с тем, что у Канта называется «понятием рассудка». Подлинное (конкретное) всеобщее есть прежде всего закон существования и изменения бесконечного ряда единичных и особенных явлений. Такое всеобщее уже нельзя понимать как простое сходство и тождество ряда явлений друг другу. В качестве закона, управляющего процессом превращения единичных и особенных явлений друг в друга, конкретное всеобщее есть «душа единичного». Всеобщее есть субстанция единичного.

## Всеобщее в диалектическом материализме
Отвергнув гегелевское толкование всеобщего как порождение абсолютной идеи, классики марксизма-ленинизма показали, что категория всеобщего есть отражение реально всеобщего, то есть объективного единства многообразных явлений природы и общества, в сознании человека. Объективно всеобщее отражается в мышлении в форме системы понятий, определений.